# Schloss Łęki Górne

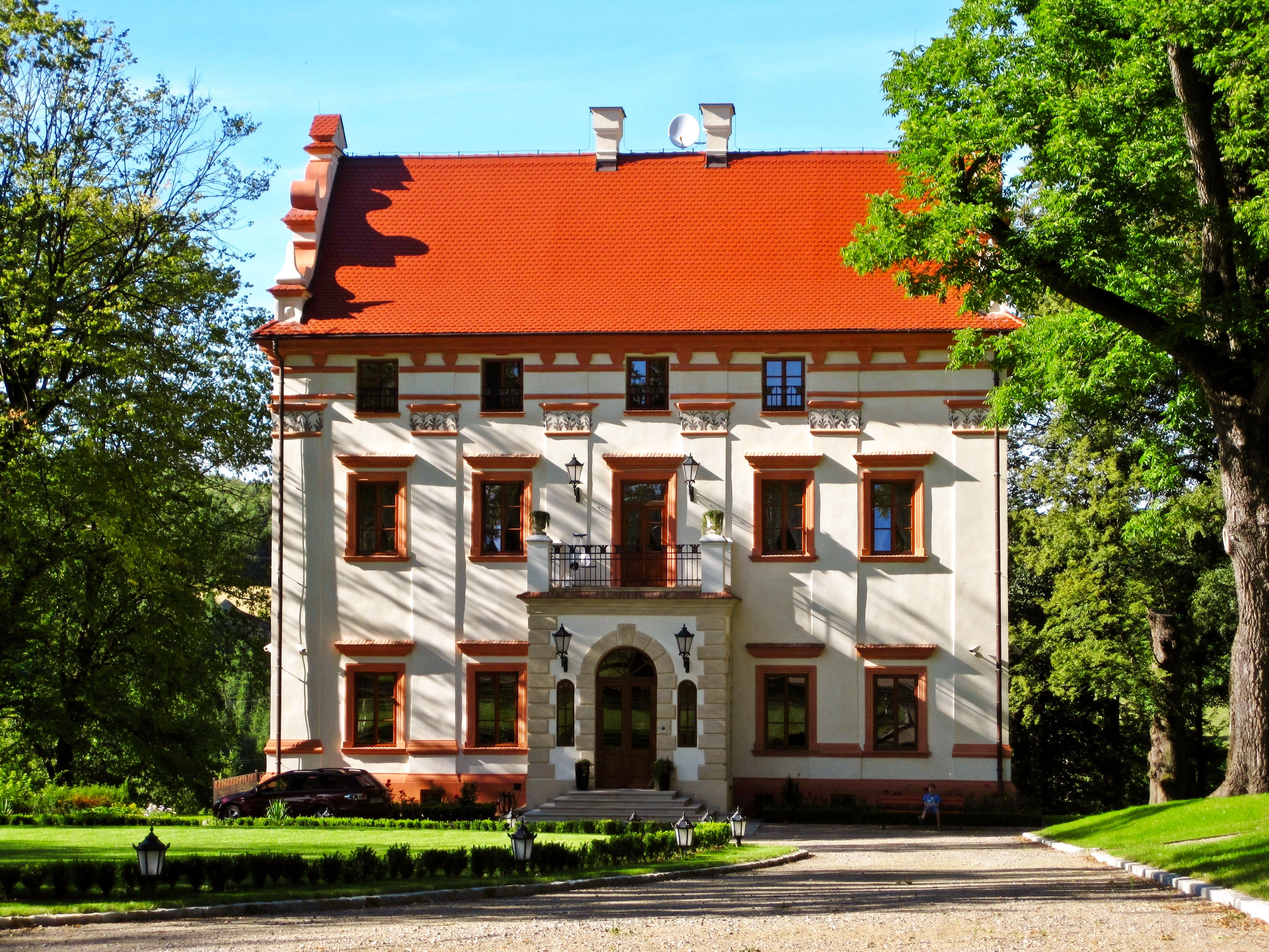
Schloss Łęki Górne, Gartenansicht

Das Schloss Łęki Górne (polnisch Dwór obronny w Łękach Górnych) ist ein Herrenhaus mit englischem Garten in Łęki Górne in der polnischen Woiwodschaft Karpatenvorland. Es gehörte dem polnischen Adelsgeschlecht Mniszech.

## Lage
Das Schloss liegt im Strzyżów-Gebirge unweit der Stadt Pilzno.

## Geschichte
In der Zeit der Jagiellonen verlief durch Łęki Górne die Via Regia von Krakau nach Lemberg. Zur Sicherung des Handelswegs ließ Jan Tarło um 1540 eine Burg errichten. Sein Schwiegersohn Jerzy Mniszech ließ die Burg in ein Herrenhaus im Stil der Renaissance mit Schlossgarten ausbauen. Das Herrenhaus ging danach in den Besitz der Romer und später der Lubieniecki über. Beim Umbau im 19. Jahrhundert verlor der Bau seinen Wehrcharakter und wurde zum reinen Schlossbau. Stanisław Wyspiański malte das Schloss mehrfach Ende des 19. Jahrhunderts. Das Herrenhaus wechselte mehrmals die Besitzer, bevor es nach dem Zweiten Weltkrieg verstaatlicht und vom Gesundheitsministerium genutzt wurde. 2007 wurde das Herrenhaus wieder privatisiert.